# S・R・ナザン
セッラパン・ラーマナータン（英語: Sellapan Ramanathan、タミル語: செல்லப்பன் ராமநாதன்、1924年7月3日 - 2016年8月22日）は、シンガポールの政治家、外交官、公務員、企業家。第6代同国大統領。駐米大使を経て1999年から2011年まで12年間大統領を務めた。S・R・ナザン（英語: S. R. Nathan）とも表記される。

## 概要
情報機関出身とされる。フリーメイソンのメンバーである。2009年にシンガポールの大統領として初めて国賓訪日し、皇居における歓迎行事、天皇・皇后と会見、宮中晩餐、衆参両議院議長、当時の内閣総理大臣麻生太郎による大統領表敬が行われた。また広島において原爆被害者に面会した初めての外国元首である。
2016年7月に脳梗塞で入院・治療、8月22日死亡。8月25日に安倍晋三首相が安倍昭恵夫人及び岸田文雄外相とともにシンガポール議会を弔問に訪れた。

## 年譜
- 日本によるシンガポール占領時代、警察に通訳として勤務[5]し、戦後独学でマラヤ大学（当時シンガポールにあった）に入学
- 1954年　マラヤ大学卒業
- 1955年　医療ソーシャルワーカーとして公務員としてのキャリアを開始
- 1966年　外務省に入省
- 1971年　国防省に異動し、安全保障情報部長
- 1973年　三菱重工シンガポール社長を兼務（1986年まで）
- 1974年　シンガポール事件。人質となっていたロイヤル・ダッチ・シェルの従業員の代わりに人質となり、シンガポールからクウェートへ同行する[6]。
- 1979年　外務省に復帰、1982年の退職まで外務事務次官を務める
- 1982年　ストレーツ・タイムズ社長に就任
- 1988年　シンガポール駐マレーシア高等弁務官
- 1991年　シンガポール駐米大使
- 1996年　シンガポール無任所大使および南洋理工大学防衛戦略研究所長
- 1999年 8月18日に無投票でシンガポール共和国大統領選出、9月1日就任
- 2005年 8月18日に無投票で大統領再選
- 2011年 9月1日に大統領退任
- 2016年 7月31日 脳卒中で入院
- 2016年 8月22日逝去